# 7088 Ishtar
7088 Ishtar (1992 AA) là một tiểu hành tinh Amor được phát hiện ngày 1 tháng 1 năm 1992 bởi Shoemaker, C. S. ở Palomar.